# Lara Barbieri
Lara Barbieri (Sassuolo, Módena, Italia, 2 de febrero de 1986) es una exfutbolista italiana que se desempeñaba como centrocampista.

## Trayectoria
Se formó en la Reggiana y pasó al primer equipo en 2003. Con el club granata disputó ocho temporadas de Serie A, ganando una Copa Italia en 2010. También militó en otros clubes de Serie A (Riviera di Romagna, Napoli, Chiasiellis, San Zaccaria y Sassuolo) y tuvo una experiencia en la Women's Premier Soccer League de Estados Unidos.

## Clubes
| Club               | País           | Año         |
| ------------------ | -------------- | ----------- |
| Reggiana           | Italia         | 2002 - 2006 |
| Michigan Phoenix   | Estados Unidos | 2006        |
| Reggiana           | Italia         | 2006 - 2011 |
| Riviera di Romagna | Italia         | 2011 - 2012 |
| Napoli             | Italia         | 2012 - 2013 |
| Chiasiellis        | Italia         | 2013 - 2014 |
| San Zaccaria       | Italia         | 2014 - 2016 |
| Sassuolo           | Italia         | 2016 - 2018 |
| Roma CF (cedida)   | Italia         | 2018 - 2019 |
| Pontedera          | Italia         | 2019 - 2020 |

## Palmarés

### Campeonatos nacionales
| Título      | Club     | País   | Año         |
| ----------- | -------- | ------ | ----------- |
| Serie B     | Reggiana | Italia | 2002 - 2003 |
| Copa Italia | Reggiana | Italia | 2009 - 2010 |
| Serie B     | Reggiana | Italia | 2016 - 2017 |